# Selma Diamond
Selma Diamond (ur. 5 sierpnia 1920 w London, zm. 13 maja 1985 w Los Angeles) – amerykańska aktorka pochodzenia żydowskiego.

## Życiorys
Urodziła się w kanadyjskiej miejscowości London, w dzieciństwie wraz z rodzicami przeniosła się do Brooklynu. Ukończyła studia na New York University.
W latach 40. i 50. XX wieku pisała dowcipy dla programów radiowych m.in. Sid Caesar’s Show of Shows, The Adventures of Ozzie and Harriet i You Bet Your Life, współpracowała także z komikiem Goodmanem Ace’em. W latach 1984–1985 Diamond grała w sitcomie Night Court, gdzie wcieliła się w rolę komorniczki Selmy Hacker.

## Wybrana filmografia[1]
- Ten szalony, szalony świat (1963)
- Mój najlepszy rok (1982)
- Dwoje we mnie (1984)
- Night Court (1984–1985)

## Życie prywatne
Córka krawca, jej babcia była sufrażystką. Przez całe życie Diamond była singielką.